# Eurhynchium dawsonii
Eurhynchium dawsonii là một loài rêu trong họ Brachytheciaceae. Loài này được Kindb. mô tả khoa học đầu tiên năm 1890.